# Шимкентська ТЕЦ-3
42°16′25″ пн. ш. 69°41′39″ сх. д. / 42.27361° пн. ш. 69.69417° сх. д.
Шимкентська ТЕЦ-3 — теплова електростанція на півдні Казахстану.
На момент спорудження головним завданням ТЕЦ було забезпечення енергетичних потреб Шимкентського нафтопереробного та шинного заводів. В 1981, 1983 та 1984 роках на її майданчику ввели в дію три парові котли Таганрозького котельного заводу типу ТГМЕ-464 продуктивністю по 500 тонн пари на годину. При цьому в 1981-му та 1983-му стали до ладу дві парові турбіни виробництва Ленінградського металічного заводу типу ПТ-80/100-130/13 потужністю по 80 МВт.
Для збільшення теплової потужності в 1981-му також запустили два водогрійні котли від Дорогобузького котельного заводу типу КВГМ-100 продуктивністю по 100 Гкал/год.
Окрім виробництва електроенергії, станція може видавати до 500 Гкал/год теплової енергії та 205 тонн технологічної пари на годину.
У 2007-му на тлі кризової ситуації з Шимкентською ТЕЦ-1 та Шимкентською ТЕЦ-2, які брали участь у забезпеченні теплом південної частини міста, Шимкентську ТЕЦ-3, що мала незалучені потужності, вирішили зробити єдиною теплоелектроцентраллю міста, для чого проклали від неї нову теплотрасу завдовжки 11,5 км.
Станція розрахована на споживання природного газу, який первісно надходив до міста по трубопроводу Бухарський газоносний регіон — Ташкент — Бішкек — Алмати, а з середини 2010-х також по газопроводу Бозой — Шимкент.
Для видалення продуктів згоряння використовують димар заввишки 180 метрів.